# Corinna Harrer
Corinna Harrer (Alemania, 19 de enero de 1991) es una atleta alemana especializada en la prueba de 3000 m, en la que consiguió ser subcampeona europea en pista cubierta en 2013.

## Carrera deportiva
En el Campeonato Europeo de Atletismo en Pista Cubierta de 2013 ganó la medalla de plata en los 3000 metros, con un tiempo de 9:00.50 segundos, tras la portuguesa Sara Moreira y por delante de la irlandesa Fionnuala Britton (bronce).